# Osamu Tezuka
Osamu Tezuka (手塚 治虫 Tezuka Osamu?,  Toyonaka, 3 de noviembre de 1928-Tokio, 9 de febrero de 1989) fue un mangaka y animador japonés, conocido popularmente en su país como «el dios del manga» (漫画の神様 manga no kamisama?), debido a que gracias a su obra expandió y difundió masivamente la lectura y el consumo del manga como medio de entretenimiento popular, dando como consecuencia que los mangas llegaran a tener una influencia profunda en la sociedad japonesa de la posguerra. Su nueva manera de desarrollar y crear manga, basada en las técnicas de la cinematografía de la época y de genios de la animación como Walt Disney, replanteó la tradicional realización de las historietas que apenas ocupaban unas viñetas rígidas y de pocos cuadros con cortas historias autoconclusivas para ser reemplazadas por los llamados story manga, o mangas de larga duración con una trama mucho más elaborada y compleja.
Así, esta nueva técnica permitió que adaptara genialmente las grandes obras maestras de la literatura mundial a la historieta gráfica como hizo con Crimen y castigo, o se inspirara en ellas para crear sus propias aventuras como su primer gran éxito La nueva isla del tesoro (Shin Takarajima). 
Tal fue el impacto de sus creaciones y de sus obras que hasta el día de hoy la base de su estilo perdura en los nuevos autores japoneses y los personajes que él dio a luz con su pluma siguen viviendo en la cultura popular de Japón, donde se puede encontrar en las librerías la gran mayoría de sus obras. Además, sus mangas han sido traducidas a decenas de lenguas, entre ellas el español. La ternura y el profundo y sincero humanismo que imprimió a sus personajes han dejado una huella indeleble, haciendo de él un autor universal capaz de traspasar culturas. Incluso los ojos desproporcionadamente grandes que son tan característicos de la animación y los mangas (sobre todo en el shoujo) constituyen un legado de Tezuka.

## Biografía

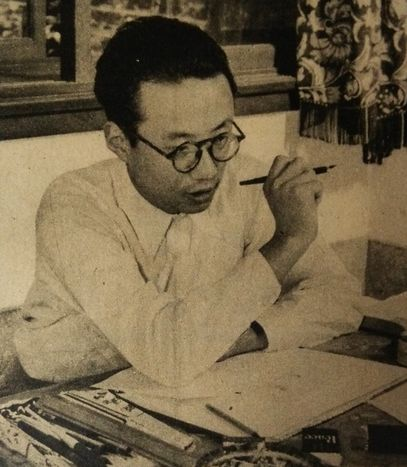
Osamu Tezuka en 1953.

Tezuka nació en la ciudad de Toyonaka, Osaka. Entusiasmado por el género de la animación, comenzó a dibujar cuando aún era un niño. Los horrores de la Segunda Guerra Mundial también marcaron su sensibilidad y desde el primer momento procuró transmitir con sus dibujos mensajes optimistas, humanitarios y ambientales.
Su primer trabajo de importancia lo realizó a los 20 años. Se trató de la serie Shin Takarajima («La nueva Isla del tesoro»), pero hasta los años 1950 no surgieron la mayor parte de sus grandes y famosos personajes, como Jungle Taitei («Kimba, el león blanco»), Tetsuwan Atom («Astroboy») y Ribbon No Kishi («La princesa caballero»), considerado el primer manga del género shojo de la historia. El éxito continuó en las siguientes décadas, con series como Hi no Tori («Fénix», 1954), Black Jack (1973-84), Buddha (1972-83) y Adolf (1983), dando un giro profundo con la culminación de la serie MW (1976-1978), en la que abordó temas muy poco frecuentes en el manga de la época, como la homosexualidad, la corrupción política o las armas químicas.
Osamu Tezuka falleció el 9 de febrero de 1989 producto de un cáncer estomacal a la edad de 60 años, prácticamente un mes después de la muerte del emperador Hirohito, dejando así inacabadas las obras a las que se dedicaba entonces, Ludwig B y Neo Faust. La considerada por muchos su obra maestra, Hi no Tori, quedó inconclusa con la muerte de Tezuka.
Al poco tiempo de su muerte, algunos de los periódicos japoneses más importantes pidieron que se le entregara el premio Nobel de literatura, aunque fue rechazado. Nadie le discutió, sin embargo, su aclamación como «el Dios del manga», perpetuando así su influencia en generaciones de lectores y autores, y en la historia y cultura de todo un país en su conjunto. Desde 1997 se ha celebrado anualmente el premio Cultural Tezuka Osamu, en honor al aporte de Tezuka al manga moderno, premio donde son galardonados aquellos mangaka que siguen la visión de Tezuka.

## Carrera
Se estima que realizó aproximadamente 700 mangas (llevaba a cabo los guiones de varios mangas de manera simultánea y en un corto lapso, puesto que era muy prolífico), dibujó más de 150 000 páginas y realizó más de 60 películas en 35 años.
Buda es una obra publicada en ocho volúmenes que recrea de manera documentada aunque muy personal, la vida de Siddartha Gautama Buda, el primer hombre en acceder a la iluminación y fundador del budismo. En esta obra cumbre Tezuka consigue exponer al lector a algunas de las bases más serias y profundas del budismo hilvanando con maestría las anécdotas rodeando la vida de Buda desde su nacimiento hasta su muerte.
Fénix es, por otra parte, la obra más íntima de Tezuka. Aunque no pudo finalizar antes de su muerte, el prestigio de esta obra de Tezuka ha aumentado exponencialmente con los años.  En Fénix se recrea la eterna búsqueda del ser humano por la inmortalidad a través de una serie de historias que suceden en tiempos diferentes con civilizaciones que nacen y perecen. El quinto volumen, Ho-ō  (Karma), es considerado el corazón de esta obra, en donde se plasma de manera magistral la progresiva transformación de un criminal y su abandono del mal. Recientemente, la NHK japonesa ha editado esta obra en DVD tras 40 años de trabajo con los últimos avances digitales de imagen y sonido, sustentada además en una banda sonora ejecutada por la orquesta filarmónica de la cadena pública japonesa. Esta animación tiene traducción al inglés pero todavía no está disponible en español.
De entre las obras menos conocidas del genio nipón cabe destacar por su belleza Mañana los pájaros, oda apocalíptica del fin de la raza humana a mano de unos pájaros superdesarrollados y Oda a Kirihito en la que Tezuka guía por unos de sus escenarios favoritos, el mundo de la medicina, de la ciencia y del humanismo. En El árbol que da sombra (Hidamari no Ki, 1981), aborda la época final del shogunato (1850-1870), tomando como hilo conductor las aventuras de sus antepasados médicos, que tenían restringido el ejercicio de la medicina occidental "neerlandesa", frente a la medicina oficial "evidencialista".
Algunas de sus obras más destacadas incluyen:
- 1947: New Treasure Island
- 1950: Jungle Taitei (Kimba, el león blanco/El emperador de la jungla)
- 1952: Tetsuwan Atom (Astroboy)
- 1953: Ribon no Kishi (La princesa caballero)
- 1965: Los 3 espaciales
- 1967: Hi no Tori (Fénix)
- 1967: Dororo
- 1970: Kirihito Sanka (Oda a Kihirito)
- 1970: Apollo no Uta (La canción de Apolo)
- 1971: Fushigi na Merumo (Marvelous Melmo)
- 1971: Alabaster
- 1972: Buda
- 1973: Black Jack
- 1976: Unico
- 1977: Jetter Mars (Jet Marte)
- 1982: Adolf

## Tezuka y el cine
Tezuka fue también uno de los pioneros de la animación japonesa, pero antes de 1963 no consiguió hacer versiones de sus mangas. Creó su propia empresa, Mushi Productions, con la que creó la primera serie de dibujos animados de Japón: Tetsuwan Atom ("Astroboy"), que contó con dos versiones más en años posteriores. Luego vinieron Jungle Taitei ("Kimba, el león blanco") y Ribbon no Kishi ("La princesa caballero"). Todas ellas fueron grandes éxitos, pero ello no impidió que su productora, tras repetidas crisis financieras, se viese forzada a cerrar su estudio de animación a mediados de los años 1970.
En 1965, tras leer el manga Astro Boy, fue invitado por Stanley Kubrick a ser el director artístico de 2001, una odisea del espacio. Oferta que rechazó al no querer trasladarse a Inglaterra durante largo tiempo.